# Mislina
Mislina – wieś w Chorwacji, w żupanii dubrownicko-neretwiańskiej, w gminie Zažablje. W 2011 roku liczyła 50 mieszkańców.